# Particulier opdrachtgeverschap
Onder particulier opdrachtgeverschap worden die vormen van woningbouwontwikkeling verstaan waarbij de kopers zelf hun grondkavel kopen of pachten en een architect kiezen om zo met maximale invloed hun woning te realiseren.
Het particuliere opdrachtgeverschap is een onderdeel van de participatiebeweging, die in de jaren 1960 opkwam. De Nederlandse architect N. John Habraken is – internationaal gezien – de belangrijkste initiator en theoreticus van deze beweging.
In opdracht van het Ministerie van Binnenlandse Zaken en de Vereniging van Nederlandse Gemeenten is Marnix Norder sinds 2014 ambassadeur van het Expertteam Eigenbouw. Volgens een bericht van de Rijksoverheid was hij als wethouder in Den Haag "actief met het uitdragen van eigenbouw".
In de nota van het Nederlandse ministerie van VROM Mensen, Wensen, Wonen' en in de 'Verstedelijkingsafspraken 2001 zijn doelstellingen opgenomen om in Nederland de eigenbouw te bevorderen (betrekking hebbend op de periode 2005-2010). Voor 217 gemeenten in 20 stedelijke regio's is in 2005 een premieregeling van kracht geworden om de eigenbouw te bevorderen. Met deze premieregeling wil VROM het aandeel eigenbouw in de betreffende stadsregio’s verhogen van circa 10% naar 20% van de woningbouwproductie. In de overige (niet-randstedelijke) regio's werd in 1998 ruim 30% van de woningen gebouwd in particulier opdrachtgeverschap; in geheel Nederland was dat toen ruim 17 %. In 2011 was het aandeel van particulier opdrachtschap in de totale nieuwbouw ondanks alle inspanningen van de overheid ter bevordering verminderd tot 10%.

## Vormen van particulier opdrachtgeverschap
Vormen van particulier opdrachtgeverschap zijn:
- (Traditionele) kavelbouw: Bij deze traditionele vorm van eigenbouw koopt een individuele particulier een kavel met woonbestemming. Daarna ontwerpt deze particulier al dan niet met een architect de woning. Als vervolgens het bouwplan gereed is en de bouwvergunning is verleend, wordt in overleg tussen de particuliere opdrachtgever en de (eventuele) architect een bouwbedrijf geselecteerd die het bouwplan realiseert.
- Catalogusbouw: Een individuele eigenaar van een kavel met woonbestemming stelt naar eigen wens een complete woning samen aan de hand van een catalogus. De aanbieder van de cataloguswoning realiseert vervolgens de gekozen woning. Meestal kunnen extra onderdelen, zoals serre of dakkapel, worden aangepast tegen betaling van meerkosten.
- Collectief particulier opdrachtgeverschap: Particulieren verwerven in groepsverband een bouwkavel met woonbestemming. Hiervoor organiseren zij zich meestal in een vroeg stadium in een stichting of vereniging zonder winstoogmerk, die als opdrachtgever naar architect en aannemer van het project optreedt. Uiteindelijk worden de woningen dus in groepsverband gerealiseerd. Collectief particulier opdrachtgeverschap kan beschouwd worden als een variant op de traditionele kavelbouw, geschikt voor stedelijke gebieden. Veelgebruikte afkortingen voor deze vorm zijn CPO en CPOG.
- Collectief Particulier Opdrachtgeverschap voor Huurders (CPOH): Particulieren verwerven in groepsverband een bouwkavel met woonbestemming. Hiervoor organiseren zij zich meestal in een vroeg stadium in een stichting, vereniging of coöperatie, die als opdrachtgever naar architect en aannemer van het project optreedt. Uiteindelijk worden de woningen dus in groepsverband gerealiseerd en daarna huren de leden een woning. CPOH is een variant op CPO.
- Projectmatig particulier opdrachtgeverschap: Binnen de stedenbouwkundige en architectonische uitgangspunten van een locatie krijgen de kopers van een woning de vrijheid om de woning aan te ontwerpen, aan te passen voor hun specifieke woonwensen. Dit kan door wijziging van afmetingen van de woning, indelingen en aan- en uitbouwen. De woning blijft passen binnen de stedenbouwkundige/architectonische uitgangspunten van de locatie maar wordt individueel passend gemaakt en per stuk individueel gebouwd.

Naast deze vormen van particuliere bouw die passen binnen de rijksdefinitie van particulier opdrachtgeverschap, hebben kopers bij sommige vormen van projectontwikkeling enige zeggenschap over indelings- en aanbouwaanpassingen aan hun woning. Dat geldt echter niet voor de keuze van de architect of van de aannemer. Dit wordt consumentgerichte (project)ontwikkeling genoemd.

## Wijken in Nederland met particulier opdrachtgeverschap
Nederlandse wijken waar particulier opdrachtgeverschap is of wordt toegepast:
- Almere Poort in Almere
  - Homeruskwartier
- Oosterwold in Almere
- IJburg in Amsterdam
- Oostelijk Havengebied in Amsterdam
- Nieuw Leyden in Leiden
- Roombeek in Enschede
- 't HeerlijkRecht in Leiderdorp
- Warande (Lelystad) in Lelystad

Nederlandse wijken waar collectief particulier opdrachtgeverschap is of wordt toegepast:
- De Kersentuin[3] in Utrecht
- Boschveld in 's-Hertogenbosch
- Groene Mient in Den Haag